# Disposable Teens
Disposable Teens è una canzone della rock band statunitense Marilyn Manson. Si tratta del primo singolo tratto dal loro quarto album in studio, Holy Wood (In the Shadow of the Valley of Death), uscito nel novembre 2000.
È stato pubblicato in due diversi singoli indipendenti. Il primo, intitolato "Disposable Teens Pt.1" è stato pubblicato il 6 novembre 2000 nel Regno Unito e contiene una cover del brano Working Class Hero di John Lennon. Il secondo singolo, intitolato "Disposable Teens Pt.2", è invece uscito il 14 novembre 2000 e contiene una cover del brano Five to One dei Doors. "Disposable Teens Pt.2" è stato pubblicato anche sotto forma di LP in vinile.
Il brano è considerato una sorta di inno adolescenziale, che descrive ciò che Manson vede negli adolescenti che agiscono violentemente in segno di vendetta nei confronti delle autorità sociali e dei genitori. Il ritornello riprende parte del testo dalla canzone dei Beatles, Revolution. La canzone va anche a parafrasare il libro 1984 di George Orwell, riprendendone l'espressione "Rebel from the waist down" (in italiano traducibile come "ribelle dalla cintola in giù"). Qui, è stato dato un nuovo significato alla frase, rifacendosi al movimento di fianchi di Elvis Presley ormai entrato nella cultura popolare, e satirizzando l'affermazione che questo, e per estensione il rock 'n' roll in generale, ha causato il "declino della Civiltà Occidentale" e permesso così l'ascesa dei "giovani usa e getta" — i disposable teens, appunto.
La canzone è inclusa nel film Il libro segreto delle streghe: Blair Witch 2 ed appare durante i titoli di testa. Il wrestler Christopher Daniels ha scelto il brano come suo tema personale in Ring of Honor e diverse altre campagne pubblicitarie indipendenti, al pari di un remix strumentale per Total Nonstop Action Wrestling realizzato dal compositore ufficiale di TNA, Dale Oliver. Il brano è inoltre disponibile come contenuto extra del videogioco Rock Band, inclusa nel "Mayhem Tour Pack".

## Il singolo
Disposable Teens è stata composta da John 5 e Twiggy Ramirez. Il testo è stato scritto dal frontman della band, Marilyn Manson. Durante le interviste precedenti alla pubblicazione del brano, Manson lo descrisse come una "canzone-firma di Marilyn Manson". Il suo scatenato riff di chitarra e lo staccato teutonico trovano le loro radici nella canzone Rock and Roll, Pt.2 del glam rocker condannato per pedofilia Gary Glitter. I temi affrontati dal brano includono la privazione dei diritti civili della gioventù contemporanea, "particolarmente quelli che sono stati portati a sentirsi delle disgrazie", con l'idealismo rivoluzionario della generazione dei loro genitori. L'influenza dei Beatles è stata cruciale in questa canzone. Il ritornello ricorda la disillusione del quartetto di Liverpool nei confronti del movimento controculturale degli anni Sessanta nelle prime linee della loro canzone Revolution contenuta nel "White Album". Qui, quel sentimento è stato riadattato a motto per i "giovani usa e getta", contro i difetti di "questa cosiddetta generazione di rivoluzionari", che la canzone accusa: "You said you wanted evolution, the ape was a great big hit. You say want a revolution, man, and I say that you're full of shit" ("Hai detto che volevi l'evoluzione, la scimmia è stata un gran bel centro. Hai detto che volevi una rivoluzione, uomo, e io dico che spari troppe stronzate").

### Il videoclip
Il videoclip del brano è stato diretto da Samuel Bayer ed è stato presentato in anteprima nel programma di MTV Total Request Live il 25 ottobre 2000. Manson chiese all'emittente radiofonica losangelina KROQ-FM di aiutarlo a diffondere la notizia che la band stava cercando tra i 200 e i 250 fan per partecipare al videoclip come comparse, vestiti di nero. Il filmato fu girato a Los Angeles.
Il video inizia mostrando Manson che sorge lentamente da quello che sembra essere un lago (richiamo simbolico alla terza ed ultima bestia biblica). Il video mostra Manson in svariati luoghi e costumi: si passa dal cantante vestito con un abito papale ad una ricostruzione dell'Ultima Cena a Manson nei panni di sé stesso mentre si esibisce su un palco davanti alla folla, circondato da guardie che ricordano la polizia fascista, munite di manganelli a forma di croce. Quando il video raggiunge il suo punto culminante, si nota la folla rovesciare le guardie.
Sono state pubblicate due versioni del video: una con il contenuto appena descritto, mentre l'altra è interamente basata sulla performance di Manson sul palco davanti alla folla e alla polizia.

### Cover
Il 30 agosto 2000, quando la band era ospite ai Kerrang! Awards, Marilyn Manson disse di voler realizzare una cover del brano Working Class Hero di John Lennon, che sposava perfettamente i temi affrontati nel loro disco di prossima uscita Holy Wood (In the Shadow of the Valley of Death). La cover fu registrata nell'intervallo di tempo tra la dichiarazione e il 6 novembre 2000, data di uscita del singolo. Nel descrivere l'idealismo e l'influenza che Lennon ha avuto su di lui, Manson disse che "alcuni sentimenti comunisti di Lennon nella sua musica e, successivamente, nella sua vita, furono molto pericolosi. Penso sia morto a causa di quello. Non credo che la sua morte sia stata una sorta d'incidente. A parte quello, penso sia uno dei miei cantautori preferiti di tutti i tempi". I componenti della band Manson, Ramirez e John 5 suonarono la canzone dal vivo nella breve esibizione interamente acustica presso il nightclub Saci di New York il 14 novembre 2000, per celebrare l'uscita dell'album.

## Tracce
Disposable Teens, Pt.1
1. Disposable Teens – 3:04 (testo: Manson – musica: 5, Manson, Ramirez)
2. Working Class Hero – 3:42 (John Lennon)
3. Diamonds & Pollen – 3:55 (testo: Manson – musica: Gacy, Manson, Ramirez)

Disposable Teens, Pt.2
1. Disposable Teens – 3:04 (testo: Manson – musica: 5, Manson, Ramirez)
2. Five to One – 4:22 (Densmore, Krieger, Manzarek, Morrison)
3. Astonishing Panorama of the Endtimes – 3:59 (testo: Manson – musica: 5, Manson, Ramirez)

## Classifiche
| Classifica (2000)                            | Posizione massima |
| -------------------------------------------- | ----------------- |
| Australia (ARIA)                             | 24                |
| Francia (SNEP)                               | 67                |
| Italia (FIMI)                                | 7                 |
| Paesi Bassi (MegaCharts)                     | 99                |
| Regno Unito (OCC)                            | 12                |
| Stati Uniti Billboard Mainstream Rock Tracks | 22                |
| Svezia (Sverigetopplistan)                   | 52                |
| Svizzera (Hitparade)                         | 73                |
| Billboard Modern Rock Tracks                 | 24                |

### Accoglienza
Nel 2002, Kerrang! inserì Disposable Teens al 73º posto nella sua classifica dei 100 Migliori Singoli di Tutti i Tempi.